# Úbočí (Dolní Žandov)
Úbočí (německy Amonsgrün) je vesnice, část obce Dolní Žandov v okrese Cheb v Karlovarském kraji. Nachází se asi dva kilometry severovýchodně od Dolního Žandova. Je zde evidováno 56 adres. V roce 2011 zde trvale žilo 61 obyvatel.
Úbočí leží v katastrálním území Úbočí u Dolního Žandova o rozloze 12,41 km². V katastrálním území Úbočí u Dolního Žandova leží i Podlesí.

## Historie
První písemná zmínka o vesnici pochází z roku 1373.

## Obyvatelstvo
Při sčítání lidu v roce 1921 zde žilo 536 obyvatel, všichni německé národnosti. K římskokatolické církvi se hlásilo 535 obyvatel, jeden obyvatel k církvi evangelické.
| Rok            | 1869 | 1880 | 1890 | 1900 | 1910 | 1921 | 1930 | 1950 | 1961 | 1970 | 1980 | 1991 | 2001 | 2011 | 2021 |
| -------------- | ---- | ---- | ---- | ---- | ---- | ---- | ---- | ---- | ---- | ---- | ---- | ---- | ---- | ---- | ---- |
| Počet obyvatel | 748  | 696  | 672  | 609  | 600  | 536  | 495  | 92   | 73   | 125  | 67   | 64   | 64   | 61   | 76   |
| Počet domů     | 113  | 119  | 108  | 107  | 105  | 106  | 106  | 24   | -    | 25   | 17   | 24   | 29   | 30   | 34   |

## Obecní správa
Při sčítání lidu v letech 1850–1879 Úbočí bylo osadou obce Žandov v okrese Planá. V letech 1880–1959 bylo samostatnou obcí, se kterým patřilo nejprve do okresu Planá, ale v letech 1900–1950 v okrese Mariánské Lázně. Od roku 1960 je částí obce Dolní Žandov v okrese Cheb.

## Pamětihodnosti
- zřícenina hradu Boršegrýn
- kaple svatého Kříže (kulturní památka)
- židovský hřbitov jihovýchodně od vesnice

## Další fotografie

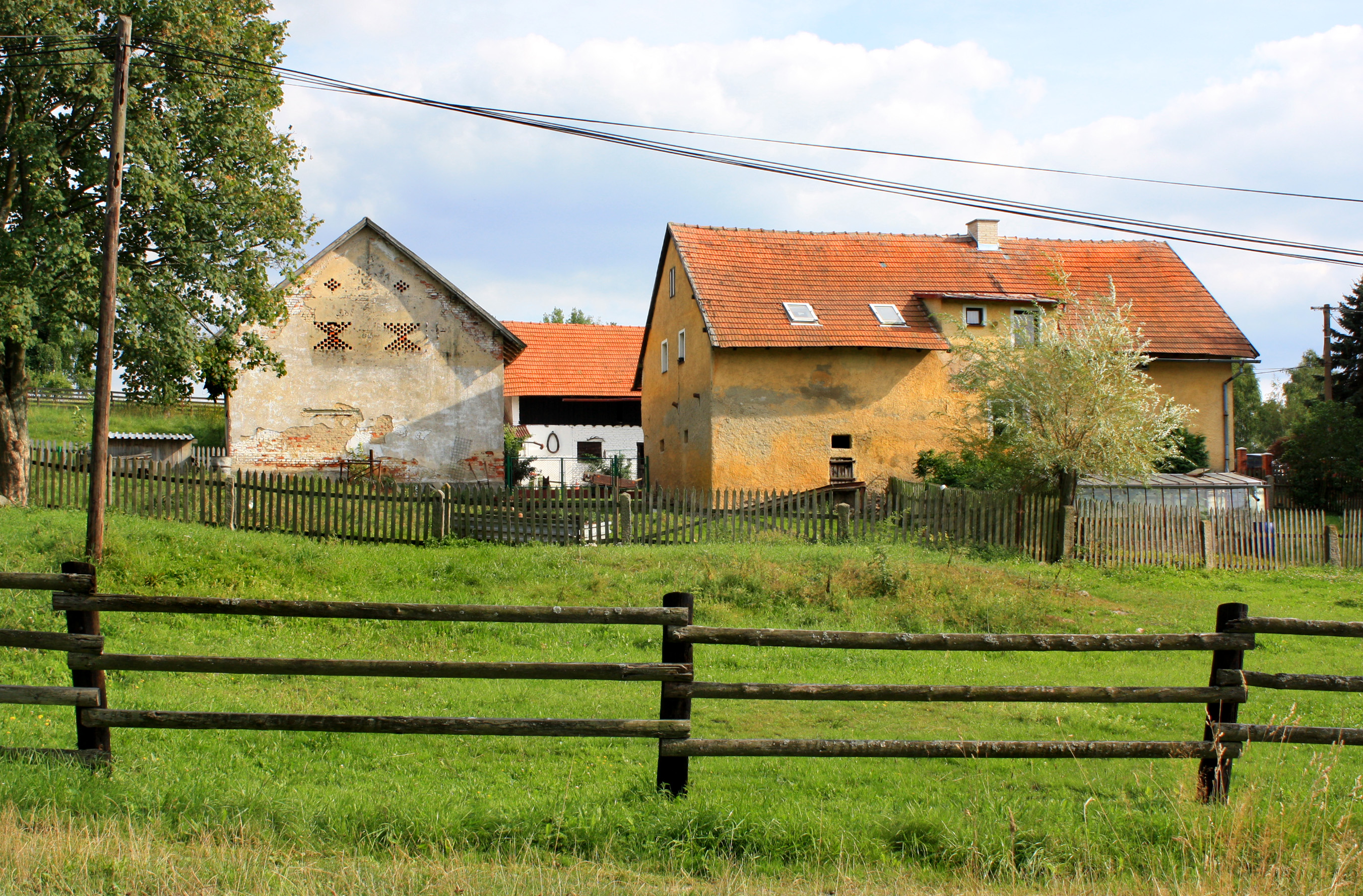
Severní část vesnice
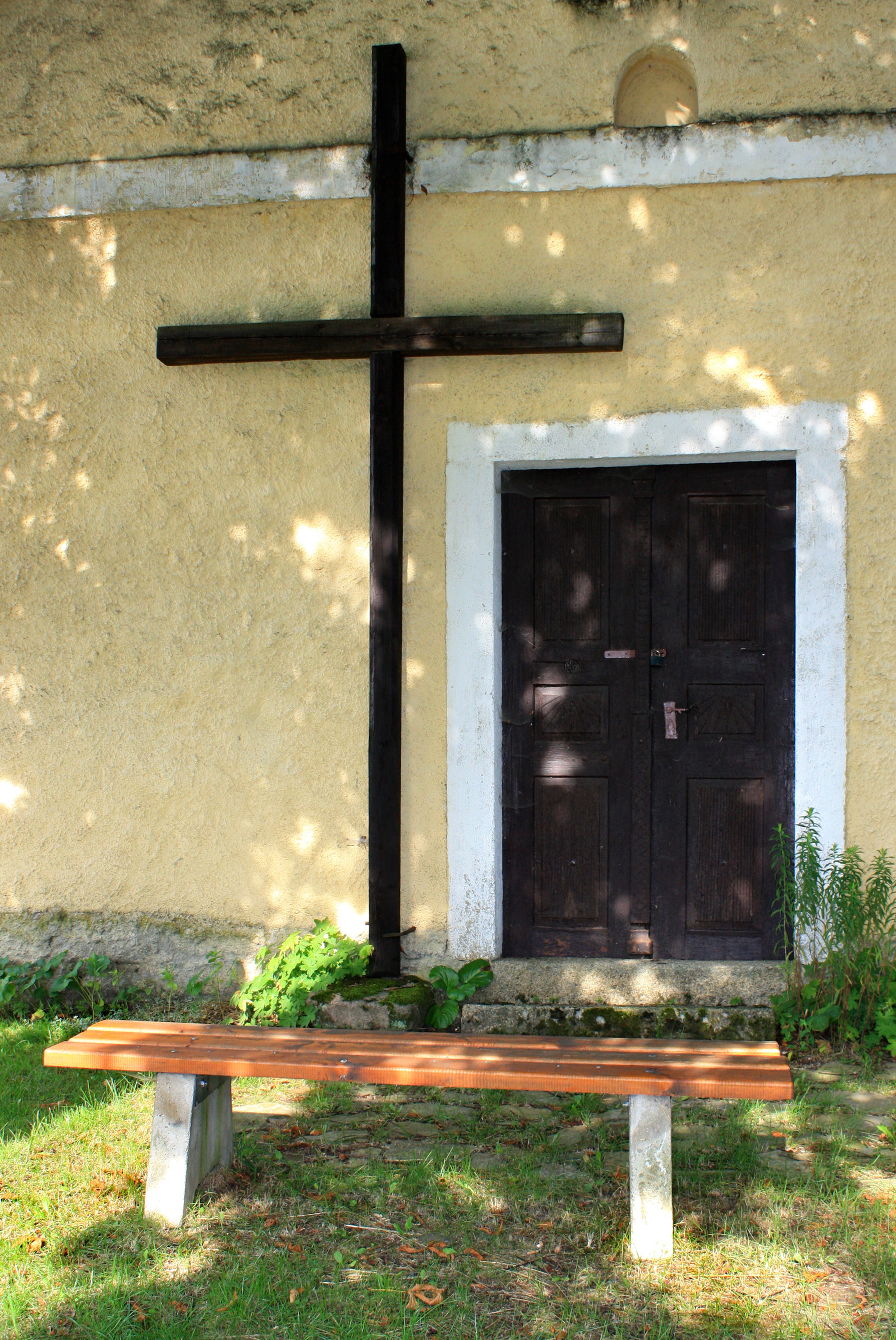
Památkově chráněná kaple svatého Kříže
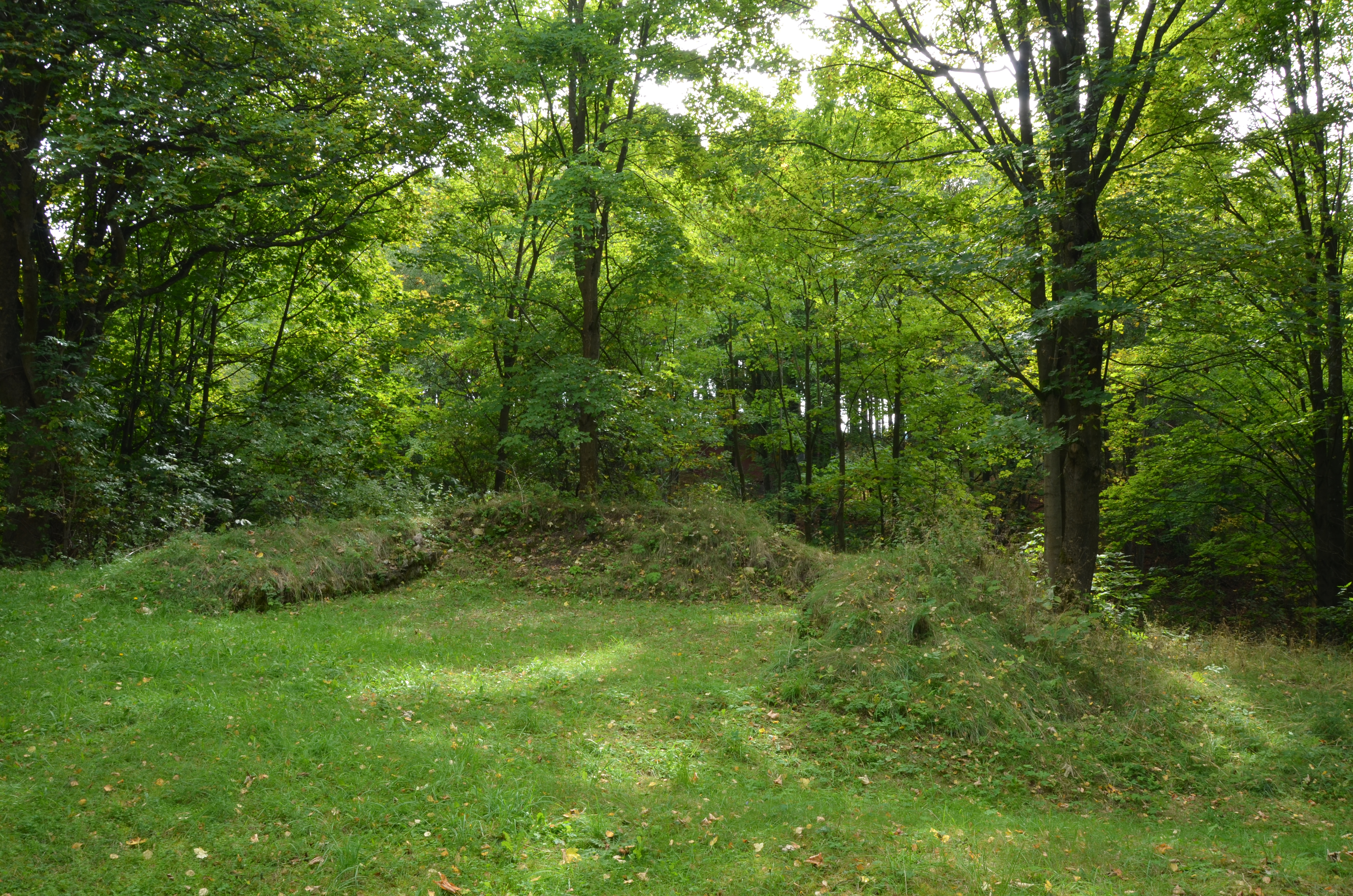
Zřícenina hradu Borschegrün